# Severino di Bordeaux
Severino (21 ottobre IV secolo – Bordeaux, 420) è stato un vescovo francese, venerato come santo dalla chiesa cattolica.

## Biografia
Le poche informazioni su san Severino di Bordeaux sono state tramandate dalla vita in latino scritta presumibilmente da Venanzio Fortunato nel VI secolo. Di lui si sa che fu vescovo di Bordeaux, forse succedendo ad Amando, dopo essere stato, sempre secondo Venanzio Fortunato, vescovo di Treviri. Visse quindi nel V secolo e il suo dies natalis è il 21 ottobre. A lui è intitolata la basilica di San Severino a Bordeaux. In passato è stato confuso con Severino di Colonia, mentre oggi è generalmente accettato che si tratti di due persone diverse.